# جيمس لويس كورنيه

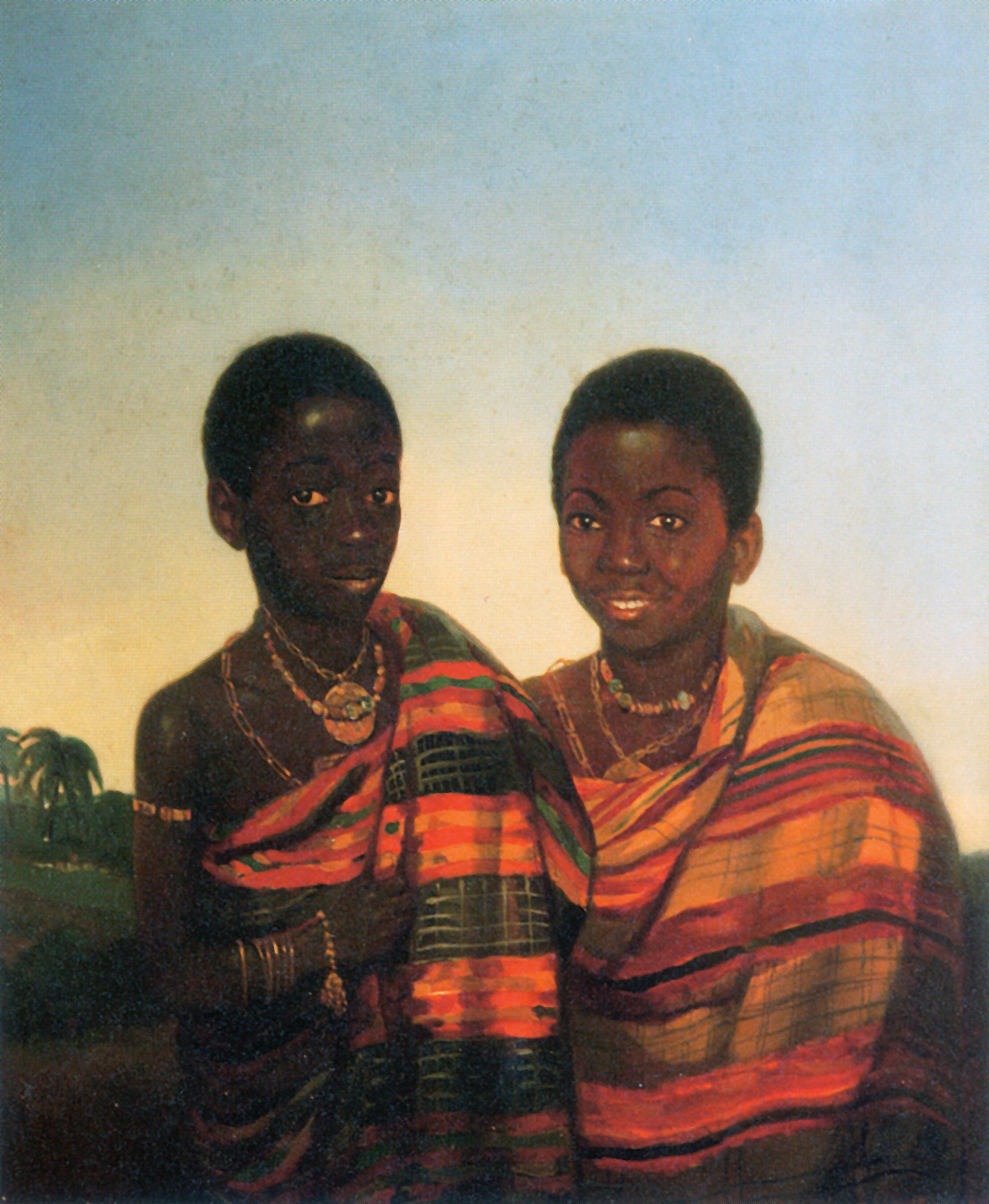
أمراء أشانتي أكواسي بواتشي وكوامين بوكو 1840

جاكوبوس لودوفيكوس كورنيه 1815 في لايدن 1882 في لايدن المعروف أيضًا بالأحرف الأولى من اسمه جي إل كورنيه كان رسامًا ورسامًا هولنديًا غالبًا ما كان يصور المشاهد والشخصيات التاريخية الهولندية خاصة من العصر الذهبي الهولندي.وساهم بعدة لوحات في معرض جاكوب دي فوس جاكوبسزون [الإنجليزية] للوحات الزيتية التي تصور مشاهد من التاريخ الهولندي. قام كورنيه أيضًا برسم ورسم الصور الشخصية والمناظر الطبيعية والديكورات الداخلية ومجموعة من الموضوعات الأخرى
شغل منصب رئيس خزانة المطبوعات (غرفة الطباعة) في لايدن من عام 1851 حتى وفاته في عام 1882. بعد وفاته لم يتم تعيين خليفة له وتم نقل أجزاء كبيرة من المجموعة إلى متحف خزانة طباعة الدولة الذي أصبح الآن جزءًا من متحف ريكز في أمستردام. 